# Monarchomachen
Als Monarchomachen (altgr. μόναρχος monarchos ‚Alleinherrscher‘ und μάχομαι machomai ‚kämpfen‘, im Sinne von „Monarchenbekämpfer“, „Königsbekämpfer“ oder „Tyrannenbekämpfer“) bezeichnete der in Frankreich lebende schottische Schriftsteller und politische Pamphletist William Barclay (1546–1608), ein Anhänger der absoluten Monarchie, um 1600 die Gegner der uneingeschränkten Herrschergewalt der Monarchen unter den calvinistischen Publizisten. Diese traten in ihren politischen Schriften gegen die Alleinherrschaft der Monarchen und Fürsten ein, forderten eine Einschränkung der souveränen Herrschaftsansprüche und verteidigten im Zusammenhang mit den konfessionellen Auseinandersetzungen in Frankreich ihre religiösen Interessen.
Zu den bedeutendsten calvinistischen Monarchomachen werden der Jurist François Hotman (1524–1590), der Theologe Théodore de Bèze (Theodor Beza), Mitstreiter und Nachfolger Jean Calvins (Johannes Calvin) in Genf, und „Stephanus Junius Brutus“ gezählt, unter dessen Pseudonym das Traktat Vindiciae contra tyrannos (1579) erschien, das noch entschiedener als andere monarchomachische Schriften für ein Widerstandsrecht gegen tyrannische Herrschaft eintrat. Wer der Verfasser dieser Schrift ist, blieb ungeklärt: der Schriftsteller und Politiker Philippe Duplessis-Mornay (1549–1623) oder der politische Publizist und Diplomat Hubert Languet (1518–1581) oder beide zusammen. Zum Kreis der vornehmlich, aber nicht ausschließlich  calvinistischen Monarchomachen werden noch weitere Autoren wie der französische Theologe Jean Boucher oder der Jurist und Calvin-Schüler Lambertus Danaeus, weiterhin der schottische Humanist George Buchanan, der spanische Jesuit Juan de Mariana oder der unter dem Pseudonym schreibende Guilelmus Rossaeus, ein kämpferischer Katholik, gezählt.
Auch der deutsche calvinistische Staatstheoretiker Johannes Althusius wird im Zusammenhang mit den Monarchomachen genannt und in der Literatur mehrfach als systematischster Monarchomache bezeichnet. Seine direkte Zuordnung zu den Monarchomachen ist indessen umstritten und wird in der jüngeren Althusius-Forschung als irreführend dargestellt. Althusius hat aus den Schriften der Monarchomachen einiges übernommen, darunter Gedanken zum Widerstandsrecht, geht aber in seiner systematischen Staatstheorie, wie sie in der Politica Methodice Digesta formuliert ist, „vom Anspruch wie vom Konzept her wesentlich über diese hinaus“ (D. Wyduckel, 2002). Als problematisch wird angesehen, sehr unterschiedliche Autoren, soweit sie nicht an der Herrschersouveränität der Zeit orientiert waren, mit in den Kreis der Monarchomachen einzubeziehen.
Die Monarchomachen wandten sich gegen eine uneingeschränkte Souveränität des Herrschers, wie sie insbesondere in der Theorie absoluter monarchischer Souveränität von Jean Bodin formuliert ist, und vertraten die Auffassung, dass die Herrschaftsgewalt des Monarchen durch die Rechte der Stände, die sie als Vertretung des Volkes verstanden, zu beschränken sei. Als staatstheoretische Argumentationsgrundlage diente ihnen eine vertragliche Regelung, die die Wahl und Absetzung des Monarchen durch die Vertreter der Stände vorsah. Eine der zentralen Thesen der Monarchomachen war, dass ein seine Macht missbrauchender, tyrannischer Herrscher abgesetzt werden müsse und der Tyrannenmord als letztes Mittel des Widerstands, der auch als Antwort auf die Bartholomäusnacht (1572) gegen die Hugenotten zu verstehen war, gerechtfertigt ist (Widerstandsrecht).